# Jaegerinopsis brasiliensis
Jaegerinopsis brasiliensis är en bladmossart som beskrevs av Brotherus 1906. Jaegerinopsis brasiliensis ingår i släktet Jaegerinopsis och familjen Pterobryaceae. Inga underarter finns listade i Catalogue of Life.